# Militärflugplatz Cazaux

i7
i11
i13
Die Base aérienne 120 Cazaux (B.A. 120) ist ein Militärflugplatz der französischen Luftstreitkräfte. Die Basis liegt in der Region Nouvelle-Aquitaine im Département Gironde etwa zwölf Kilometer südlich von Arcachon im Wesentlichen auf dem Gebiet der Stadt La Teste-de-Buch, am östlichen Rand des südlichen Ortsteils Cazaux. Sie dient als Flugtrainingszentrum nicht nur der französischen Armée de l’air, sondern auch der Republic of Singapore Air Force und ist die Hauptliegenschaft der Base de Défense de Cazaux.

## Geschichte
Anfang 1914 wurde der See von Cazaux (frz. Étang de Cazaux et de Sanguinet) als Schießplatz für Wasserflugzeuge ausgewählt und man begann mit dem Bau der erforderlichen Infrastruktur am Ufer des Sees. Nach dem Kriegsausbruch im Sommer 1914 ruhten die Arbeiten zunächst. Sie wurden jedoch nach der Aufstellung einer ersten Jagdstaffel im Frühjahr 1915 wieder aufgenommen und im Januar 1916 begann der Schulflugbetrieb auf dem Schießplatz Cazaux. In der Folge entstand auch die Infrastruktur zum Betrieb von Landflugzeugen.
Nach dem Ende des Ersten Weltkrieges blieb Cazaux als Trainingsplatz – mittlerweile zusätzlich als Bombenschießplatz – erhalten und ab 1927 wurde zusätzlich eine aus zwei Staffeln bestehende Aufklärungsgruppe stationiert. Nach der französischen Niederlage im Westfeldzug wurde Cazaux ab Sommer 1940 als Fliegerhorst der Luftwaffe genutzt. Bis zum Sommer 1944 nutzten Teile verschiedener Einsatzverbände den Platz, hierzu gehörten die I. Gruppe des Nachtjagdgeschwaders 2, die II. des Jagdgeschwaders 26 und die III. des Zerstörergeschwaders 1. Hinzu kamen Ergänzungsteile der Jagdgeschwader 51, 54 und 2. Zwischen Frühjahr 1943 und Sommer 1944 wurde die Basis Ziel alliierter Luftangriffe.
Nach der Instandsetzung der Basis war Airfield R.51, so Cazauxs alliierter Codename, in den letzten Kriegswochen im Frühjahr 1945 Heimat der mit erbeuteten Junkers Ju 88 ausgerüsteten französischen Bombergruppe GB 1/31 „Aunis“. Sie wurde nach dem Kriegsende wieder ausschließlich zu Trainingszwecken genutzt. 1962/1963 kam es zur kurzzeitigen Stationierung der zuvor im Algerienkrieg eingesetzten Bombergruppe 2/91 „Guyenne“. Diese wurde 1964 durch eine mit Mystère IV ausgerüstete Jagdgruppe ersetzt, die mit dem örtlichen Schießzentrum fusionierte und fortan zwei fliegende Gruppen betrieb. Diese rüsteten ab 1982 auf Alpha Jets um und bilden seit 1995 die Ecole de Transition Opérationnelle (E.T.O.).
Cazaux beherbergte ab 1959 auch ein Versuchszentrum für ABC-Waffen und war von 1964 bis 1996 Stationierungsort einer Staffel nuklearbestückter Mirage-IV-Bomber der Atomstreitmacht, der EB 2/91 „Guyenne“.
Im Jahr 1972 in Cazaux zusätzlich die Hubschraubergruppe EH 1/67 „Pyrénées“ stationiert. Diese lag vorher mit ihren Sikorsky S-58-Transporthubschraubern auf der zur Schließung vorgesehenen Basis 119 Pau, die bis 1975 betrieben wurde. Bereits 1974 liefen die ersten Aérospatiale Pumas zu; diese wurden ab 2006 teilweise durch Eurocopter EC 725 Caracal ersetzt. Seit 1986 erfüllen diese Typen auch zu SAR-Aufgaben. Im Jahr 1974 kamen auch Aérospatiale Alouette-III-Verbindungshubschrauber hinzu. Sie wurden 1990 durch Eurocopter AS 350 Fennec ersetzt; diese zählten bis 1997 zum Bestand der Staffel.
Eine 40-jährige Ära des Ausbildungsflugbetriebs auf Alpha Jet E begann 1982 mit zwei Umschulstaffeln, den Escadrons de transition opérationnelle (ETO) 1/8 „Saintonge“ und ETO 2/8 „Nice“. In den Jahren 2004 verlegte Belgien zunächst acht und 2005 seine restlichen zuvor in Beauvechain stationierten Alpha Jets nach Cazaux zur gemeinsamen französisch-belgische Advanced Jet Pilot Training School (AJeTS). Sie bildeten die 11. Staffel. Im August 2014 begann die Verlegung einer dritten französischen Alpha-Jet-Einheit, der bisher auf der Basis 102 in Dijon beheimateten Escadron d'entraînement (EE 2/2) „Côte d'Or“, nach Cazaux und durch die Wiedereinführung von Geschwadern bei den französischen Luftstreitkräften wurde das 8. Jagdgeschwader (8e Escadre de chasse) am 25. August 2015 reaktiviert.
Seit 1998 nutzen auch die Luftstreitkräfte Singapurs die Basis zum Fortgeschrittenentraining, für fünfzehn Jahre auf der Douglas A-4 Skyhawk und seit 2013 auf der Alenia Aermacchi M-346.
Seit 2011 gehört der Flugplatz zur streitkräfteübergreifenden Base de Défense de Cazaux. Neben der Basis 120 gehört hierzu auch die Kaserne der 17e groupe d'artillerie der Landstreitkräfte in Biscarosse Plage, die am nördlichen Rand eines großen militärischen Sperrgebiets zur Flugkörper-Erprobung liegt.
Nachdem Frankreich angekündigt hatte seine Alpha Jets ab 2020 durch Pilatus PC-21 Turboprop-Trainer zu ersetzen, beschloss Belgien, seine Alpha Jets außer Dienst zu stellen und Cazaux zu verlassen. Die AJeTS wurde im Oktober 2018 geschlossen und belgische Piloten werden seit 2019 wie die anderer NATO-Partner in Sheppard im Rahmen des Euro-NATO Joint Jet Pilot Training ausgebildet. Die ETO 1/8 wurde im August 2020 deaktiviert, die ETO 2/8 im August 2022 und im März 2023 endete auch der Alpha-Jet-Ausbildungsbetrieb bei der EE 3/8.

## Heutige Nutzung
Die Basis beherbergt zurzeit (2023):
- 8e Escadre de chasse (8e EC) setzte noch bis Anfang 2023 den Alpha Jet E ein; zum Geschwader gehörte die Technische Gruppe 15.008 „Pilat“
- EH 1/67 „Pyrénées“, Transport- und SAR-Hubschraubergruppe mit SA330Ba Puma und EC725R Caracal (seit 1974/2006)
- 150. Squadron der RSAF, ausgerüstet mit M-346 (seit 2013)